# قوة غليتر
قوة غليتر! 
قوة غليتر أو القوة اللامعة بالإنجليزية: ((Glitter Force)) وباليابانية: ((グリッターパワー)) هو مسلسل أنمي-كرتون وهو أمريكي من أصول يابانية تدور أحداثه حول خمس فتيات في المرحلة الثانوية هن إيميلي، كيلسي، ليلي، أبريل وكلوي ومعهن مدربة قوة غليتر (كاندي) وقد جاءت إلى الأرض في الحلقة الأولى من عالم آخر يسمى [The World of Happy Endings] بالعربي:- عالم النهايات السعيدة ويسعى نحوه امبراطور شرير يدعى نوجو هو وأتباعه لتدمير ذلك العالم ووضع نهاية بائسة للجميع تم إنتاجه من قبل نتفليكس بالتعاون مع SABAN Brands وتوي أنيميشن وقد صدر في سنة 2015 تمت دبلجته للعربية في عام 2016 وعرض على التلفاز العربي لأول مرة في عام 2021 على شاشة قناة ماجد الفضائية ثم قناة ABC Kids TV وأخيراً على قناة علم دار وABC Kids TV MENA ويتكون من جزئين [2] هما قوة غليتر: دوكي دوكي وقوة غليتر: بوم بوم وكلا الجزئين دبلجا للعربية أيضاً.

## قائمة العرض

قناة ماجد، أول قناة عربية قامت بعرض البرنامج.

| إسم الشبكة                | العام | إسم الدبلجة   | موقع الشبكة الرسمي         | إختصار البلد الثلاثي | البلد                                             |
| ------------------------- | ----- | ------------- | -------------------------- | -------------------- | ------------------------------------------------- |
| قناة ماجد للأطفال         | 2021  | قوة غليتر     | majid.ae                   | UAE                  | الإمارات العربية المتحدة ضمن مجلس التعاون الخليجي |
| نتفليكس                   | 2015  | Glitter Force | netflix.com                | USA                  | الولايات المتحدة                                  |
| ABC Kids TV وقناة علم دار | 2021  | القوة اللامعة | abckidstv.net elmdartv.net | LBY                  | ليبيا ضمن جامعة الدول العربية                     |
| ABC Kids TV MENA          | 2021  | غليتر فورس    | abctvmena.mx               | LBY                  | ليبيا ضمن جامعة الدول العربية                     |

## بلد الدبلجة
- 1.  مصر - سنة الدبلجة: 2016 - عرض الدبلجة: قناة ماجد للأطفال
- 2 وأخيراً.  ليبيا - سنة الدبلجة: 2021 - عرض الدبلجة: اي بي سي سبيس كيدز تي في، قناة علم دار واي بي سي كيدز تي في مينا

## النسخة العربية
تم تغيير أسمائهم في النسخة العربية الجديدة مثلاً إيميلي إلى منال وكيلسي إلى زهرة وليلي إلى رفيف وأبريل إلى جميلة وكلوي إلى مرية وكاندي إلى جليلة

## روابط
- قوة غليتر على موقع IMDb (الإنجليزية)
- قوة غليتر على موقع نتفليكس (الإنجليزية)
- قوة غليتر على موقع كينوبويسك (الروسية)
- قوة غليتر على موقع ألو سيني (الفرنسية)
- قوة غليتر على موقع قاعدة بيانات الفيلم (الإنجليزية)
- قوة غليتر على موقع ANN anime (الإنجليزية)

لم يتم العثور على روابط لمواقع التواصل الاجتماعي.